# Milica Rakić
Milica Rakić (9. ledna 1996 – 17. dubna 1999) byla tříletá srbská dívka, která byla zabita při leteckých útocích NATO na Jugoslávii v roce 1999. Milica se stala jedním ze symbolů utrpení Srbů během útoku na Jugoslávii. Srbská pravoslavná církev zvažuje její svatořečení.